# Lorenzo Costa el Jove
Lorenzo Costa (Màntua, 1537 - 1583), anomenat Lorenzo el Jove per distingir-ho del seu avi, va ser un pintor italià del Renaixement, que va treballar principalment a Roma i Màntua, la seva ciutat natal.

## Biografia
Pertanyent a una dinastia de pintors, era el net de Lorenzo Costa i fill d'Ippolito Costa, amb qui va aprendre l'ofici. Algunes obres de joventut estan documentades a Màntua, però ja l'any 1561 es trobava a Roma, on va estar fins al 1564. Allà va treballar sota les ordres de Federico Zuccaro en diversos projectes, com les decoracions de la torre Borgia, el tribunal de la Rota, el Belvedere o el Casino de Pius IV. El 1564 va realitzar una sèrie de retrats de papes encarregada pel noble Alfonso Gonzaga de Novellara. Després va tornar a Màntua, on va treballar al costat de l'arquitecte Giovanni Battista Bertani a l'església de Santa Barbara, acabada de construir pel duc Guillem Gonzaga.
Com el seu avi, va treballar per a la Família Gonzaga. Està documentada la seva participació en les decoracions de la Cort Nuova i la Cort Vecchia del Palau Ducal de Màntua (1569-1581), així com en altres sales, encara que la major part del seu treball no ha arribat fins als nostres dies. El seu estil va ser plenament manierista gràcies als seus anys a la Cort Pontifícia, on va estudiar profundament l'obra de Federico i Taddeo Zuccaro, així com la de Federico Barocci.

## Obres destacades
- Baptisme de Constantí (1569, Santa Barbara, Màntua)
- Martiri de Sant Adrià (1572, Santa Barbara, Màntua)
- Santa Elena i la Veraceu (Santi Fabiano e Sebastiano, San Martino Dell'Argine)
- Sopar a casa del Fariseu (església parroquial de Boccadiganda, Màntua)
- Predicació de Sant Joan Baptista (San Leonardo], Màntua)
- Martiri de Sant Llorenç (Santa Maria delle Grazie, Màntua)
- Multiplicació dels pans i els peixos (San Barnaba, Màntua)
- Decoracions al fresc del Palau Ducal de Màntua (1569-1581).